# Eupithecia vaticina
Eupithecia vaticina är en fjärilsart som beskrevs av András Vojnits 1982. Eupithecia vaticina ingår i släktet Eupithecia och familjen mätare. Inga underarter finns listade i Catalogue of Life.